# آبگوشت فلفل همدانی
آبگوشت فلفل همدانی یکی از خوراک‌های سنتی استان همدان است. مواد این آبگوشت را گوشت گوسفندی با استخوان، نخود، فلفل سبز همدان، گوجه‌فرنگی، پیاز، سیر، سیب زمینی، زیره سبز، آبلیمو و زنجبیل تشکیل می‌دهد.